# El gran escape del Oso Yogui
El gran escape del Oso Yogui (Yogi's Great Escape en idioma inglés) es una película hecha para la televisión y el primer espectáculo producido como parte de Hanna-Barbera Superstars 10 series.
Fue presentado originalmente por la sindicación de la red el 20 de septiembre de 1987, protagonizada por el Oso Yogui, Bubu y otros personajes de Hanna-Barbera.

## Argumento
Después de un largo invierno, el Oso Yogui y Bubu se despiertan de la hibernación, pero pronto descubren que el Parque Jellystone será cerrada y ellos mismos serán transferidos a un zoológico. Yogui no es compatible con la idea de estar encerrado en un zoológico por el resto de tu vida, por lo que tendrá que hacer un plan para escapar en el camino y se encuentran con muchas aventuras. Para retornarlo al bosque, el Guardián Smith tendrá que solicitar el servicio de un trampero, para recuperarlo y traerlo de vuelta.

## Voces
| Actor            | Personaje                                                             |
| ---------------- | --------------------------------------------------------------------- |
| Daws Butler      | Oso Yogui, Tiro Loco McGraw, León Melquíades, El Lagarto Juancho      |
| Don Messick      | Boo Boo, El Guardabosques Smith                                       |
| Susan Blu        | Buzzy, Pequeña Vaquera, Chico del Pantano, Girl, Chico del Pantano #2 |
| Patrick Fraley   | Reportero                                                             |
| Edan Gross       | Bitsy                                                                 |
| Frank Welker     | Bopper, Yapper, Fantasma                                              |
| Dustin Diamond   | Chubby Kid                                                            |
| Scott Menville   | Leader Kid                                                            |
| Allan Melvin     | Oso Bandido                                                           |
| Hamilton Camp    | Pequeño Oso Bandido                                                   |
| William Callaway | Trampero                                                              |

### Doblaje Latinoamericano
| Actor             | Personaje                                                         |
| ----------------- | ----------------------------------------------------------------- |
| Gabriel Cobayassi | Oso Yogui, Oso Bandido, Tiro Loco McGraw, Lagarto Juancho (Wally) |
| Alma Nuri         | Boo Boo, Pequeño Oso Bandido                                      |
| Carlos Iñigo      | Guardabosques Smith                                               |
| Salvador Nájar    | León Melquíades (Perkins)                                         |
| Patricia Acevedo  | Niña Vaquera, Buzzy, Bisty                                        |
| Laura Torres      | Bopper                                                            |
| Araceli de León   | Niños del Pantano                                                 |
| Maynardo Zavala   | Narración                                                         |

## Videojuego
En 1990 lanzó un juego basado en la película. Se compone de seis niveles, donde el Oso Yogui tiene que huir de los perros, los cazadores y guardabosques Smith.

## Película enDVD
- El 7 de diciembre de 2010,Warner Bros. lanzó El Gran Escape del Oso Yogui en DVD en región 1 a través de su colección de Warner file's. Se trata de un Fabricación bajo demanda (MOD) de liberación, disponible exclusivamente a través de la tienda en línea de Warner y sólo en los EE. UU.

## Lugares Famosos representados en la película
- El géiser Old Faithful
- El Monte Rushmore
- El Edificio Empire State